# Verticia chani
Verticia chani är en tvåvingeart som beskrevs av Kurahashi, Benjaphong och Omar 1997. Verticia chani ingår i släktet Verticia och familjen spyflugor. Inga underarter finns listade i Catalogue of Life.